# Mediorhynchus robustus
Mediorhynchus robustus är en hakmaskart som beskrevs av Van Cleve 1916. Mediorhynchus robustus ingår i släktet Mediorhynchus och familjen Giganthorhynchidae. Inga underarter finns listade i Catalogue of Life.